# 西蒙·海耶斯
西蒙·海耶斯（英語：Simon Hayes）英国音频工程师和巴西柔术教练。他因电影悲惨世界，在第85届奥斯卡金像奖赢得了奥斯卡最佳音响效果奖。自1995年起，海耶斯参与制作了50多部电影。海耶斯是Wilson Junior的学生，巴西柔术黑带三段选手。